# محمود السيد سمير
محمود السيد سمير (13 يناير 1983 القاهرة مصر - ) هو لاعب كرة قدم مصري يلعب كلاعب وسط.

## روابط خارجية
- محمود السيد سمير على موقع قاعدة بيانات كرة القدم.إي يو (الإنجليزية)